# Tracey Ann Jacobson
Tracey Ann Jacobson (1965) è una politica e ambasciatrice statunitense.

## Biografia
La Jacobson ha ottenuto il Bachelor of Arts e il master alla Johns Hopkins University, Paul H. Nitze School of Advanced International Studies.
Come Vice Segretario Esecutivo del Consiglio per la Sicurezza Nazionale alla Casa Bianca ha facilitato lo sviluppo di iniziative di politica estera per il Consigliere per la Sicurezza nazionale e per il Presidente degli Stati Uniti.
Come diplomatico di carriera, la Jacobson ha servito all'estero in Corea del Sud, a Nassau e a Mosca.
In patria è stata assegnata al Bureau of Intelligence and Research, al Bureau of Western Hemisphere Affairs, e all'Ufficio del Sottosegretario alla Logistica del Dipartimento di Stato.
È stata poi Vice Ambasciatore a Riga (Lettonia), Ambasciatore in Turkmenistan dal 2003 al 2006 ed Ambasciatore in Tagikistan dall'agosto 2006 all'agosto 2009.
Nel 2012 il Presidente Barack Obama l'ha nominata Ambasciatore in Kosovo.
Il 25 gennaio 2024, il presidente Joe Biden ha nominato Jacobson ambasciatore degli Stati Uniti in Iraq. La sua nomina è pendente davanti alla commissione per le relazioni estere del Senato.